# Okręg wyborczy Paddington South
Okręg wyborczy Paddington South – powstał w 1885 roku i wysłał do brytyjskiej Izby Gmin jednego deputowanego. Okręg obejmował południową część londyńskiej dzielnicy Paddington. Został zlikwidowany w 1974 roku.

## Deputowani do brytyjskiej Izby Gmin z okręgu Paddington South
- 1885–1894: lord Randolph Churchill, Partia Konserwatywna
- 1894–1910: George Fardell, Partia Konserwatywna
- 1910–1922: Henry Percy Harris, Partia Konserwatywna
- 1922–1930: Henry Douglas King, Partia Konserwatywna
- 1930–1950: Ernest Augustus Taylor, Empire Free Trade Crusade, od 1931 r. Partia Konserwatywna
- 1950–1951: Somerset de Chair, Partia Konserwatywna
- 1951–1966: Robert Allan, Partia Konserwatywna
- 1966–1974: Nicholas Scott, Partia Konserwatywna